# Taka Bangladesh
Đồng Taka (tiếng Bengali: টাকা; biểu tượng: ৳ hoặc Tk; mã tiền: BDT) là đơn vị tiền tệ chính thức của Cộng hòa Nhân dân Bangladesh. Việc phát hành tờ tiền gấy bạc có giá trị ৳10 (10 taka) và lớn hơn được kiểm soát bởi Ngân hàng Bangladesh, còn những tờ tiền giá trị ৳1 (1 taka), ৳2 (2 taka) và ৳5 (5 taka) thuộc trách nhiệm của bộ Tài chính chính phủ Bangladesh. Ký hiệu thường được dùng để biểu trưng cho đồng taka là "৳" và "Tk", được sử dụng trên hóa đơn khi mua hàng hoá và dịch vụ
. ৳1 (1 taka) giá trị bằng 100 paisa (poisha).

## Từ nguyên
Chữ taka bắt nguồn từ thuật ngữ tiếng Phạn tangka (ṭaṃka), một cái tên cổ dùng để gọi những đồng xu. Trong khu vực Bengal, thuật ngữ này luôn được dùng để nhắc đến tiền. Vào thế kỷ thứ 14, Ibn Battuta nhận ra rằng người Bengal luôn dùng taka để chí đến đồng xu bạc hoặc đồng thay vì dùng chữ dinar. Taka trong tiếng Bangla (Bengal) cũng thường được dùng một cách khái quát hàm ý chỉ tiền tệ. Vì vậy, một cách thông tục, một người nói tiếng Bangla có thể dùng "taka" để chỉ đến mọi loại tiền tệ bất chấp tên gọi chính thức của nó. Điều này cũng phổ biến tại bang Tây Bengal và Tripura của Ấn Độ, rằng cái tên chính thức khác của đồng rupee Ấn Độ "cũng là taka".

## Lịch sử

### 1947–71
Sau khi Bengal tách khỏi Ấn Độ năm 1947, Đông Bengal trở thành cánh đông của liên hiệp Pakistan đổi tên thành Đông Pakistan vào năm 1956, đồng rupee Pakistan được lưu hành rộng rãi khắp Bengal bấy giờ cũng được người dân gọi là taka. Tiếng Bangla là một trong hai ngôn ngữ quốc gia tại liên hiệp Pakistan giữa năm 1956 và 1971 (ngôn ngữ quốc gia thứ hai là tiếng Urdu được nói rộng rãi ở Tây Pakistan). Đồng taka Bangladesh ra đời kể từ năm 1972, một năm sau khi một lần nữa Đông Pakistan lại ly khai, khỏi Pakistan,và trở thành nhà nước Bangladesh độc lập.

### Từ 1972

#### Tiền giấy
- Những tờ tiền giấy đầu tiên mang giá trị ৳1 (1 taka), ৳5 (5 taka), ৳10 (10 taka) và ৳100 (100 taka) ra đời năm 1972 bởi Ngân hàng Bangladesh.
- Năm 1975, tiền giấy giá trị ৳50 (50 taka) được lưu hành, theo sau là tờ ৳500 (500 taka) năm 1977 và ৳20 (20 taka) năm 1980.
- Tờ tiền  ৳1 (1 taka) được phát hành cho đến 1993, với sự ra đời của tờ tiền ৳2 (2 taka) năm1989.
- Tờ tiền ৳5 (5 taka), ban đầu phát hành bởi Ngân hàng Bangladesh, và giờ bởi chính phủ Bangladesh.

## Đồng xu
| 1973       | 1973    | 1973                  | 1973 | 1973     |
| Giá trị    | Cấu tạo | Bề ngoài              | Bề ngoài | Đầu tiên |
| Giá trị    | Cấu tạo | Mặt trái              | Mặt phải | Đầu tiên |
| ---------- | ------- | --------------------- | --- | -------- |
| 5 poisha   | Nhôm    | Quốc huy              | | 1973     |
| 10 poisha  | Nhôm    | Quốc huy              | Cá trôi Rohu                                                                                                 | 1973     |
| 25 poisha  | Thép    | Quốc huy              | | 1973     |
| 50 poisha  | Thép    | Quốc huy              | | 1973     |
| 1974 (FAO) |         |                       | |          |
| 1 poisha   | Nhôm    | Quốc huy              | Thiết kế trang trí, hoa văn                                                                                  | 1974     |
| 5 poisha   | Nhôm    | Quốc huy              | | 1974     |
| 10 poisha  | Nhôm    | Quốc huy              | | 1974     |
| 25 poisha  | Thép    | Quốc huy              | | 1974     |
| 1977 (FAO) |         |                       | |          |
| 5 poisha   | Nhôm    | Quốc huy              | Bánh xe công nghiệp                                                                                          | 1977     |
| 10 poisha  | Nhôm    | Quốc huy              | Một người đàn ông và một phụ nữ ngồi trên hai con ngựa trở lại đối mặt với nhau                              | 1977     |
| 25 poisha  | Thép    | Quốc huy              | Hổ Bengal | 1977     |
| 50 poisha  | Thép    | Quốc huy              | Cá cháy Hilsa, gà,...                                                                                        | 1977     |
| Khác       |         |                       | |          |
| 50 poisha  | Thép    | Quốc huy              | Cá cháy Hilsa, gà,...                                                                                        | 2001     |
| ৳1         | Thép    | Quốc huy              | Bốn người, khẩu hiệu "Gia đình kế hoạch hóa - Thực phẩm cho Tất cả" ("Planned family – Food for All")        | 1992     |
| ৳1         | Thép    | Quốc huy              | Bốn người, khẩu hiệu "Gia đình kế hoạch hóa - Thực phẩm cho Tất cả" ("Planned family – Food for All") (Vàng) | 1996     |
| ৳1         | Thép    | Quốc huy              | Bốn người, khẩu hiệu "Gia đình kế hoạch hóa - Thực phẩm cho Tất cả" ("Planned family – Food for All")        | 2003     |
| ৳1         | Thép    | Quốc huy              | Sheikh Mujibur Rahman                                                                                        | 2010     |
| ৳2         | Thép    | Quốc huy              | | 2004     |
| ৳2         | Thép    | Quốc huy              | Sheikh Mujibur Rahman                                                                                        | 2010     |
| ৳5         | Thép    | Quốc huy              | Cầu Bangabandhu                                                                                              | 1994     |
| ৳5         | Thép    | Sheikh Mujibur Rahman | Logo của Ngân hàng Bangladesh                                                                                | 2012     |

## Tỷ giá hối đoái của đồng BDT
| Tiền tệ                                     | ISO code | 1971  | 1981  | 1991   | 1996   | 2000   | 2001   | 2005   | 2007   | 2008   | 2009   | 2010   | 2011   | 2012   | 2013   | 2014   | 2015   |
| ------------------------------------------- | -------- | ----- | ----- | ------ | ------ | ------ | ------ | ------ | ------ | ------ | ------ | ------ | ------ | ------ | ------ | ------ | ------ |
| Đô-la Mỹ                                    | USD      | 7.86  | 18.31 | 36.75  | 40.8   | 50.82  | 53.84  | 58.11  | 67.29  | 67.34  | 67.40  | 68.11  | 69.84  | 81.64  | 78.31  | 76.45  | 78.85  |
| Yên Nhật                                    | JPY      | 0.02  | 0.09  | 0.27   | 0.38   | 0.48   | 0.46   | 0.56   | 0.55   | 0.62   | 0.74   | 0.74   | 0.84   | 1.06   | 0.88   | 0.73   | 0.64   |
| Rúp Xô Viết (đến 1993) Rúp Nga (1993 – nay) | SUR RUB  | 14.93 | 29.00 | 55.12  | 8.16   | 1.85   | 1.91   | 2.17   | 2.62   | 2.79   | 2.14   | 2.31   | 2.35   | 2.66   | 2.63   | 2.29   | 1.20   |
| Euro                                        | EUR      | –     | –     | –      | –      | 51.48  | 50.57  | 76.37  | 87.45  | 98.99  | 90.01  | 97.28  | 93.26  | 105.26 | 103.98 | 104.22 | 89.26  |
| Bảng Anh                                    | GBP      | 18.92 | 44.02 | 71.01  | 62.48  | 83.23  | 79.59  | 109.35 | 131.74 | 132.6  | 97.66  | 110.01 | 110.04 | 126.57 | 125.19 | 125.90 | 116.13 |
| Franc Thụy Sĩ                               | CHF      | 1.8   | 10.08 | 28.89  | 34.63  | 31.97  | 33.07  | 49.38  | 53.73  | 60.99  | 60.23  | 65.87  | 73.1   | 86.91  | 84.7   | 84.66  | 81.26  |
| Đô-la Hồng Kông                             | HKD      | 1.31  | 3.53  | 4.68   | 5.28   | 6.53   | 6.9    | 7.45   | 8.62   | 8.62   | 8.69   | 8.77   | 8.97   | 10.51  | 10.1   | 9.85   | 9.86   |
| Ringgit Malaysia                            | MYR      | 2.55  | 8.23  | 13.54  | 15.97  | 13.37  | 14.16  | 15.25  | 19.12  | 20.54  | 18.86  | 20.06  | 22.71  | 26.14  | 25.68  | 23.14  | 21.41  |
| Dinar Kuwait                                | KWD      | 22.09 | 64.51 | 128.73 | 136.25 | 167.01 | 176.05 | 197.82 | 231.69 | 245.83 | 235.31 | 236.52 | 247.62 | 292.46 | 277.6  | 270.16 | 259.66 |
| Riyal Saudi                                 | SAR      | 1.75  | 5.5   | 9.79   | 10.88  | 13.55  | 14.35  | 15.49  | 17.93  | 17.92  | 17.95  | 18.14  | 18.6   | 21.76  | 20.87  | 20.38  | 20.36  |
| Emirate dirham                              | AED      | 1.65  | 4.89  | 9.96   | 11.11  | 13.84  | 14.65  | 15.82  | 18.31  | 18.33  | 18.34  | 18.54  | 19.01  | 22.22  | 21.31  | 20.81  | 20.82  |
| Rupee Ấn Độ                                 | INR      | 1.00  | 2.3   | 2.00   | 1.14   | 1.16   | 1.15   | 1.32   | 1.51   | 1.71   | 1.35   | 1.47   | 1.51   | 1.56   | 1.44   | 1.23   | 1.22   |